# Roberto I d'Alvernia
Roberto d'Alvernia (nella seconda metà del X secolo – 1032 circa) fu conte d'Alvernia dal 1016 fino alla sua morte.

## Origine
Figlio primogenito del Conte d'Alvernia, Guglielmo IV e di Umberga (o Ermengarda) (come risulta dal documento n° 402 del Cartulaire de Sauxillanges), di cui non si conoscono gli ascendenti, ma che secondo alcuni documenti era la figlia di Stefano di Brioude e della sua seconda moglie, Adelaide d'Angiò; infatti secondo la Flandria Generosa, Ermengarda, contessa d'Alvernia era la sorellastra della regina di Francia, Costanza d'Arles (Gostantia regina Francorum et Ermengardis comitissa Arvernensis sorores fuerunt), ma non per lo storico, chierico, canonista e bibliotecario francese, Étienne Baluze, che, nella sua Histoire généalogique de la maison d'Auvergne, sostiene che Ermengarda è veramente la sorella di Costanza d'Arles, ma è la moglie del conte d'Alvernia, Roberto I. Guglielmo IV, era figlio quartogenito del visconte d'Alvernia, Roberto II e di Engelberga (come risulta dal documento n° 363 del Cartulaire de Sauxillanges) e dal documento n° 1525 del Recueil des chartes de l'abbaye de Cluny, tomé 2), di cui non si conoscono gli ascendenti.

## Biografia
Pons, conte di Gévaudan e Forez che morì dopo il 26 febbraio 1011 ed è citato nel Cartulaire de l'abbaye de Saint-Chaffre du Monastier et Chronique de Saint-Pierre du Puy', secondo il Cartulaire de Brioude, durante il regno di Roberto II, detto il Pio, verso il 1010, fece una donazione, per l'espiazione dei peccati propri e dei suoi familiari, tra cui, i nipoti, Roberto, Stefano e Guglielmo.
Roberto, secondo il documento n° 402 del Cartulaire de Sauxillanges, viene poi citato in un'altra donazione, assieme al fratello Guglielmo e alla madre, Umberga, definita contessa, di cui non si conosce la data esatta, ma dato che Roberto non viene citato col titolo di conte, è antecedente la morte del padre, Guglielmo IV.
Alla morte del padre, secondo lo storico, chierico, canonista e bibliotecario francese, Étienne Baluze, Roberto I succedette a Guglielmo IV, nei titolo di Conte d'Alvernia, avvenuta presumibilmente, nel 1016, in quanto dopo quella data, secondo il Baluze, Guglielmo IV non viene più citato e Roberto, in un documento è citato come principe.
Di Roberto si hanno poche notizie. Non si conosce nemmeno il nome della moglie.
Di Roberto non si conosce la data esatta della morte, che avvenne verso il 1032 o prima e, nel titolo di conte d'Alvernia gli successe il figlio, Guglielmo.
 Secondo il Baluze, già nel 1030, conte d'Alvernia era Guglielmo V.

## Matrimonio e discendenza
Della moglie di Roberto non si conosce il nome, ma il Baluze, nella sua Histoire généalogique de la maison d'Auvergne sostiene che la moglie di Roberto fu Ermengarda, figlia del conte d'Avignone, conte di Provenza, e poi anche marchese di Provenza, Guglielmo I e della sua seconda moglie, la figlia del Conte d'Angiò, conte di Nantes e duca di Bretagna, Folco II e di Gerberga (secondo lo storico Maurice Chaume era figlia del Visconte Goffredo d'Orleans), Adelaide d'Angiò, che era al suo quarto matrimonio.
Roberto da Ermengarda ebbe un figlio:
- Guglielmo[9] (? - 1059, conte d'Alvernia[13].

## Ascendenza
|                         |   |            | Genitori |  |  | Nonni |  |  | Bisnonni              |  |  | Trisnonni |  |
|                         |   |            |          |  |  |       |  |  | Roberto I di Clermont |  |  | Eustorgio |  |
|                         |   |            |          |  |  |       |  |  | Roberto I di Clermont |  |  | Eustorgio |  |
|                         |   | Arsinda    |          |  |  |       |  |  | Roberto I di Clermont |  |  |           |  |
| Roberto II di Clermont  |   |            |          |  |  |       |  |  | Roberto I di Clermont |  |  |           |  |
|                         |   | Aldegardis | …        |  |  |       |  |  |                       |  |  |           |  |
|                         |   | Aldegardis | …        |  |  |       |  |  |                       |  |  |           |  |
|                         |   | Aldegardis | …        |  |  |       |  |  |                       |  |  |           |  |
| Guglielmo IV d'Alvernia |   | Aldegardis |          |  |  |       |  |  |                       |  |  |           |  |
|                         |   | …          | …        |  |  |       |  |  |                       |  |  |           |  |
|                         |   | …          | …        |  |  |       |  |  |                       |  |  |           |  |
|                         |   | …          | …        |  |  |       |  |  |                       |  |  |           |  |
| Engelberga              |   | …          |          |  |  |       |  |  |                       |  |  |           |  |
|                         |   | …          | …        |  |  |       |  |  |                       |  |  |           |  |
|                         |   | …          | …        |  |  |       |  |  |                       |  |  |           |  |
|                         |   | …          | …        |  |  |       |  |  |                       |  |  |           |  |
| Roberto I d'Alvernia    |   | …          |          |  |  |       |  |  |                       |  |  |           |  |
|                         | … | …          |          |  |  |       |  |  |                       |  |  |           |  |
|                         | … | …          |          |  |  |       |  |  |                       |  |  |           |  |
|                         | … | …          |          |  |  |       |  |  |                       |  |  |           |  |
| …                       | … |            |          |  |  |       |  |  |                       |  |  |           |  |
|                         |   | …          | …        |  |  |       |  |  |                       |  |  |           |  |
|                         |   | …          | …        |  |  |       |  |  |                       |  |  |           |  |
|                         |   | …          | …        |  |  |       |  |  |                       |  |  |           |  |
| Umberga                 |   | …          |          |  |  |       |  |  |                       |  |  |           |  |
|                         |   | …          | …        |  |  |       |  |  |                       |  |  |           |  |
|                         |   | …          | …        |  |  |       |  |  |                       |  |  |           |  |
|                         |   | …          | …        |  |  |       |  |  |                       |  |  |           |  |
| …                       |   | …          |          |  |  |       |  |  |                       |  |  |           |  |
|                         |   | …          | …        |  |  |       |  |  |                       |  |  |           |  |
|                         |   | …          | …        |  |  |       |  |  |                       |  |  |           |  |
|                         |   | …          | …        |  |  |       |  |  |                       |  |  |           |  |
|                         |   | …          |          |  |  |       |  |  |                       |  |  |           |  |

### Fonti primarie
- (LA)  Cartulaire de Brioude.
- (LA)  Cartulaire de Sauxillanges.
- (LA)  Recueil des chartes de l'abbaye de Cluny, tomé 2.
- (LA)  Monumenta Germaniae Historica, Scriptores, tomus IX.
- (LA)  Monumenta Germaniae Historica, Scriptores, tomus XXIII.
- (LA)  Cartulaire de l'abbaye de Saint-Chaffre du Monastier et Chronique de Saint-Pierre du Puy.

### Letteratura storiografica
- Louis Alphen, la Francia nell'XI secolo, in «Storia del mondo medievale», vol. II, 1979, pp. 770–806
- (FR)  Baluze, Histoire généalogique de la maison d'Auvergne, tome 1 .